# Gloss (cosmétique)
Pour les articles homonymes, voir Gloss.

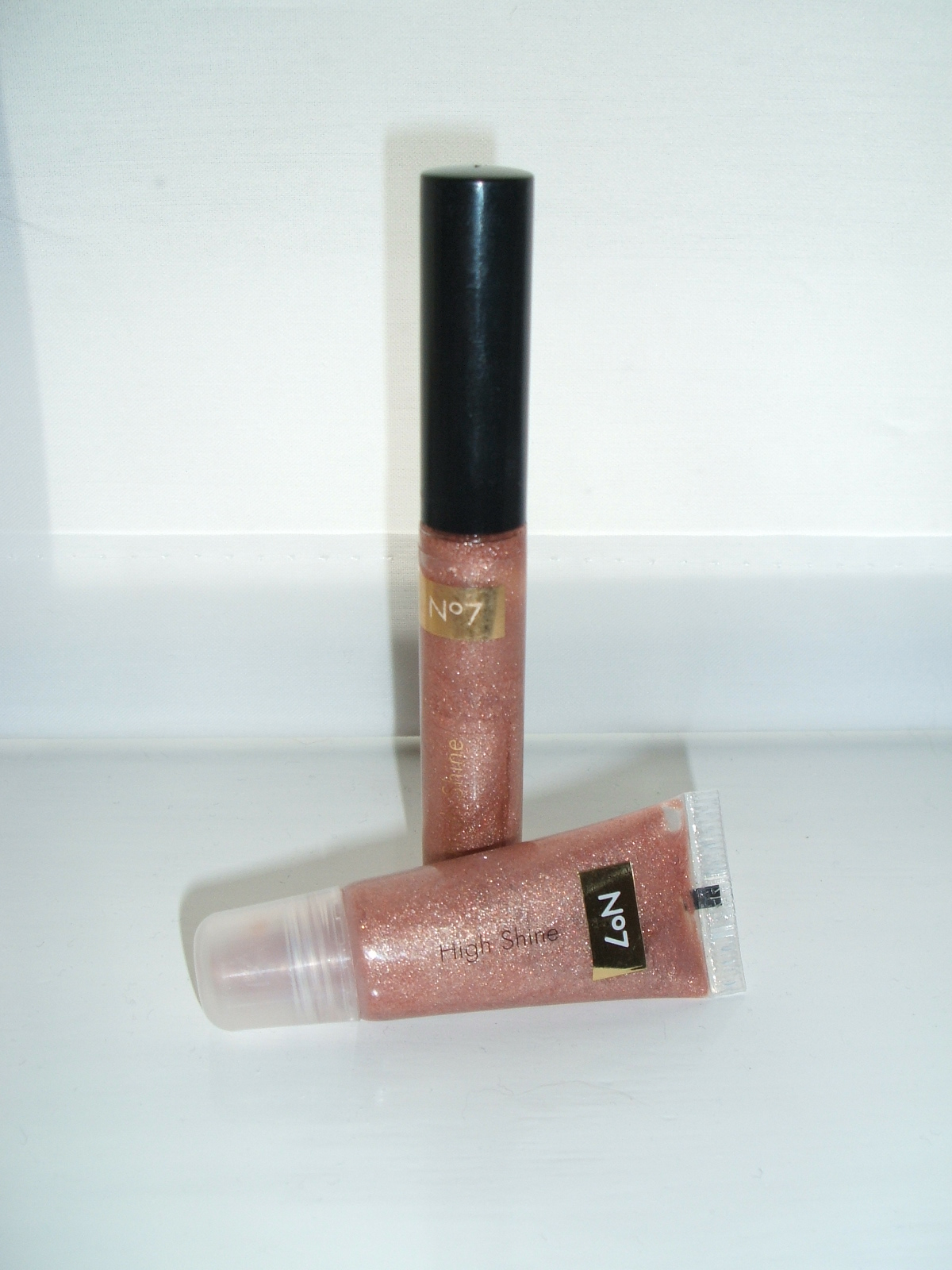
Brillants à lèvres sous différentes formes.

Le gloss ou brillant à lèvres est un produit de maquillage qui donne un aspect brillant aux lèvres du visage. Il vient des États-Unis (Gloss signifie « brillant » en anglais). Il y est apparu récemment si on le compare aux accessoires de maquillage classiques de type fards et rouges à lèvres dont on trouve les premières traces aux alentours de 3000 av. J.-C.
C’est un produit cosmétique dérivé du rouge à lèvres, il est plus liquide que celui-ci et généralement présenté sous forme de gel en tube ou de baume. Il sert principalement à donner un aspect brillant et mouillé aux lèvres, et parfois, à les colorer voire à les pailleter ou à les parfumer. Il peut aussi être transparent ainsi les produits clairs peuvent être appliqués par-dessus un rouge à lèvres pour rajouter un effet de brillance. 

## Composition
|    | Composition | But                                                             |
| -- | --- | --------------------------------------------------------------- |
| 1  | Phase huileuse | Contient des émollients                                         |
| 2  | Polyisobutène hydrogéné                                                                                              | Permet un effet brillant non gras                               |
| 3  | Polyéthylène | Rend le gloss épais et non gras                                 |
| 4  | Isostéarate succinate                                                                                                | Permet une grande brillance et donne de la consistance au gloss |
| 5  | Mélange d’isononyl isononanoate, de polybutène, d’huile minérale, de glycéryl isostéarate et d’alcool isostéarylique | Permet une grande brillance                                     |
| 6  | Copolymère d'acide adipique/diéthylène glycol/ glycérine                                                             | Permet au gloss de résister à l'eau                             |
| 7  | Bis-diglycéryl polyacyladipate-2                                                                                     | Permet l'adhésion du gloss à la lèvre                           |
| 8  | Mélange d’isononyl isononanoate, de polybutène, de pentaérythrityl tétraisostéarate et d’alcool isostéarylique       | Combine brillance, adhérence, résistance à l’eau et consistance |
| 9  | Arômes solubles dans l’eau                                                                                           | Donne un bon goût au gloss                                      |
| 10 | Butyl hydroxytoluène et propylparabène                                                                               | Conservateur permettant d’assurer un produit non contaminé      |

## Toxicité
Le gloss peut contenir des métaux lourds, tel que le plomb qui est nocif pour la santé. Il est donc conseillé de ne pas dépasser le seuil de 87mg de produit de beauté ingéré par jour, la plupart des produits de beauté appliqués sur la peau finissant en grande partie dans le corps.